# Ellipsoidella
Ellipsoidella es un género de foraminífero bentónico de la subfamilia Ellipsoidininae, de la familia Ellipsoidinidae, de la superfamilia Pleurostomelloidea, del suborden Buliminina y del orden Buliminida. Su especie tipo es Ellipsoidella pleurostomelloides. Su rango cronoestratigráfico abarca el Turoniense (Cretácico superior).

## Discusión
Clasificaciones previas incluían Ellipsoidella en la subfamilia Pleurostomellinae de la familia Pleurostomellidae, y en el suborden Rotaliina del orden Rotaliida.

## Clasificación
Ellipsoidella incluye a las siguientes especies:
- Ellipsoidella binaria †
- Ellipsoidella bulbosa †
- Ellipsoidella cuneiformis †
- Ellipsoidella dacica †
- Ellipsoidella divergens †
- Ellipsoidella gracillima †
- Ellipsoidella heronalleni †
- Ellipsoidella inflatocamerata †
- Ellipsoidella kugleri †
- Ellipsoidella mpongwe †
- Ellipsoidella ovata †
- Ellipsoidella pleurostomelloides †
- Ellipsoidella polonica †
- Ellipsoidella subtuberosa †
- Ellipsoidella tappanae †